# مدیها موسلیوویچ
مدیها موسلیوویچ (به انگلیسی: Mediha Musliović) (زاده ۱۹۷۵)، بازیگر بوسنیایی است.
از فیلم‌های معروف او می‌توان به بازی در فیلم مرد نوامبر اشاره کرد.